# 中间型针蔺
中间型针蔺（学名：Heleocharis intersita），又名中間型荸薺，是莎草科荸荠属的植物。分布于欧洲北部和中部、北美洲和亚洲北部以及中国大陆的黑龙江、内蒙古等地，生长于海拔100米至3,800米的地区，目前尚未由人工引种栽培。

## 异名
- Eleocharis intersita Zinserl. f. acetosa Tang et Wang